# Sujeto elíptico
El sujeto elíptico, omitido (SO) o tácito se refiere a la situación que se presenta en una oración sin sujeto explícito, en la que no existe ningún nombre o pronombre que sea directamente identificable como sujeto lógico de la misma, aunque normalmente es referencialmente o pragmáticamente inferible.

## Explicación
En estos casos, a pesar de no tener sujeto explícito presente, hay argumentos para sostener que la posición sintáctica de sujeto existe, aunque ningún elemento fonéticamente realizado esté presente. El sujeto omitido sería, por tanto, una construcción elíptica de sujeto. Un ejemplo de este tipo de oraciones es el siguiente:
Vemos la televisión.
En esta oración hay un sustantivo (televisión); pero no es el sujeto, pues no cambia si se modifican el número o la persona del verbo. Aunque en la oración el sujeto está omitido, se puede saber cuál es gracias al verbo: como este está en 1.ª persona del plural, el sujeto tendrá que estar también en 1.ª persona del plural, por lo que el sujeto omitido es nosotros.

## Ejemplos en español
Ejemplos con sujeto omitido (SO):
- Estuvimos en su casa. (SO: nosotros/as)
- Comí en un restaurante. (SO: yo)
- Se fueron al cine. (SO: ellos/as)
- Peleó en el coliseo. (SO: él/ella)
- Comieron pizza. (SO: ellos/as)
- Tiene la pierna lastimada. (SO: él/ella)

En cambio en los siguientes ejemplos no hay sujeto omitido, ya que se trata de oraciones impersonales:
- Se calcula que el problema desaparecerá pronto.
- Hay mucha gente en la calle.
- Llueve.
- Hace viento.

## Lenguaspro-drop
Una lengua con omisión de sujeto (Lengua pro-drop, del inglés pronoun-dropping, es decir, «con caída del pronombre») es una lengua que no requiere la aparición de un sujeto sintáctico explícito. El español, el latín, el árabe o el japonés son lenguas pro-drop. En cambio, el francés, el inglés o el chino no son lenguas pro-drop, ya que requieren obligatoriamente o bien un sintagma nominal como sujeto o bien un pronombre personal fuerte en posición de sujeto.